# 沪惠保
沪惠保是一款面向上海市基本医疗保险參保人员的商业医疗保险，旨在为基本医保的参保人增加医保目录外的自费医疗费用的保障。参保时无需提供健康状况或体检报告，无年龄限制，无职业限制。
这项业务由中國太平洋保險作为首席承保公司，另外8家保险公司共同承保，上海市医保局指导、上海银保监局监督。市民每年花费115元後，便能獲得保障额度最高為230万元的保費。

## 背景
2015年，第一款“惠民保”——重疾险在深圳开展试点；至2020年，中国大陆共有40座城市推出了类似的服务。
2020年3月，中共中央、国务院发布《关于深化医疗保障制度改革的意见》，要求到2030年底，在中国大陆建成以基本医疗保险为主体，医疗救助为托底，补充医疗保险、商业健康保险、慈善捐赠、医疗互助共同发展的医疗保障制度体系。
2021年5月28日，银保监会下发《关于规范保险公司城市定制型商业医疗保险业务的通知》，首次将俗称“惠民保”的保险业务称为“城市定制型商业医疗保险”，规范了保险公司在这种业务上的责任和义务。

## 历史
自2017年以来，上海市医保局、上海银保监局等相关部门就已指导保险行业启动了医保个人账户购买商业医疗保险的试点，各家商业保险公司陆续推出了6款专属商业医疗保险产品。
沪惠保于2021年4月27日上线，31小时后参保人数突破了200万人，累计保费规模超过2.3亿元，参保率达到10.4%（2021年上海基本医保参保人为1900万）。参保人数中，31~80岁的投保人数最多，其中31~50岁人群占比约为38%，51~80岁人群占比约为41%。总体而言，200万参保人群的平均参保年龄为46岁。上线一个月后，投保人数达到了575万人，投保率达到30%。
2021年6月30日17时，沪惠保截止投保。參保人數超過710萬。
截至2021年7月29日，滬惠寶总受理件数为3995件，累计为3303名客户提供理赔服务，累计赔付金额为2111万元。截至2021年9月17日17时，沪惠保累计赔付保险金额1.28亿元，累计受理理赔服务共25400人次。
2022年5月25日，2022年度上海“沪惠保”开启线上预约投保。當年度的沪惠保将CAR-T治疗药品和境外肿瘤特药纳入保障，保费为每年129元，可获得医保范围外最高310万元的医疗保障。
截止2022年7月25日，沪惠保累计赔付金额超7.5亿元，赔案数量21万余件。
截至2023年5月初，滬惠保累计受理赔付案件超38万件，赔款额超11亿元，沪惠保对单人累计赔付的金额最高已达100万元。另外免赔额由2万元降低至1.6万元；中國特定高额药品费用保险金的特药目录中新增4种药品。保障额度最高可达310万元。

## 服务
| 保障内容     | 特定住院自费 医疗费用保险金 | 特定高额药品 费用保险金 | 质子、重离子 医疗保险金 |
| ------------ | --------------------------- | ----------------------- | ----------------------- |
| 保险金额     | 100万元                     | 100万元                 | 30万元                  |
| 免赔额       | 2万元                       | 0                       | 0                       |
| 非既往症人群 | 70%                         | 70%                     | 70%                     |
| 既往症人群   | 50%                         | 30%                     | 30%                     |

在特定住院自费医疗费用保险金方面，被保险人在医保定点医院住院治疗期间发生的，经上海基本医保结算的特定自费医疗费用，包括药品费、手术材料费和检查检验费等，超过2万元的部分按非既往症人群70%、既往症人群50%的比例给付保险金，保险金总额以100万元为限。其中，单品药品费年度赔付以30万元为限，单次住院手术材料费年度赔付以20万元为限。
在特定高额药品费用保险金方面，被保险人经上海市二级及以上医院的指定专科医生诊断为特定疾病并开具处方，在上海市二级及以上医院门诊或上海市具备销售药品资质的药店购买《特定高额药品目录》中的药品且符合适应症的，对其发生的药品费用可按非既往症人群70%、既往症人群30%的比例给付保险金，保险金总额以100万元为限。
被保险人因恶性肿瘤在上海市具备质子、重离子治疗资质的医疗机构内（如上海市質子重離子醫院）接受质子、重离子治疗的，对其所发生的合理且必要的定位及制定放疗计划费用，以及实施质子、重离子放射治疗费用，可按非既往症人群70%、既往症人群30%的比例给付保险金，保险金总额以30万元为限。
参保人可使用个人医保卡历年余额直接缴纳保费，同时最多可为本人及5位直系亲属投保。

## 存在问题
有市民反映“沪惠保”的保障内容不够全面、免赔额较高、特药种类较少。
在参保率不足的情况下，业务无法形成规模，存在亏损风险，可持续性存疑。南开大学卫生经济与医疗保障研究中心主任朱铭来认为，这种保险参保率达到70%以上才能规避风险。至2021年5月底，沪惠保的参保率大约是30%。
这种保险没有年龄和健康状况的限制，存在逆向选择的风险。中国社会科学院保险与经济发展研究中心副主任王向楠认为，这种保险投保条件比较宽松，容易吸引身体不好的人来投保，导致“入不敷出”。